# 諾斯波特波因特 (密歇根州)
諾斯波特波因特（英語：Northport Point）是位於美國密歇根州利勒諾縣利勒諾鎮區的一個非建制地區。

## 地理
諾斯波特波因特所處的海拔為高於海平面182米（即597英呎），而該地所採用的時區為UTC-5，即北美东部時區（EST）。同時該地設有夏令時間，為UTC-5調快一小時，即UTC-4（EDT）。